# Вотола (ткань)
Вото́ла, также вату́ла  и вато́ла — в русском языке устаревший термин, обозначавший грубую ткань и верхнюю одежду из неё. В немецком языке эта ткань называлась вадмал.
Вотола упоминается в Никоновской летописи от 1074 года, где говорится: «преподобный Исаакий облечеся во власяницу, и на власяницу свитку вотоляну». Судя по духовной грамоте Димитрия Донского (1389), в его гардеробе тоже имелась вотола сажена (то есть вышитая золотом и украшенная драгоценными камнями).

## Немецкий аналог
Вадмал у эстов — грубая шерстяная ткань, употреблявшаяся на одежду в Лифляндии, Швеции, Дании и Северной Германии и сохранявшаяся ещё в Эстляндской губернии. Там она бывала почти всегда чёрного цвета, за что латыши и прозвали эстов чернокафтанниками (латыш. Melleswarki).

## Поговорки
Не гляди на ватолу (которой воз покрыт), а гляди под ватолу. (В значении «не суди по внешности»).